# Taťána Makarenko
Taťána Makarenko (* 1. října 1989) je ukrajinská modelka s českým občanstvím, zakladatelka a prezidentka národní soutěže krásy Miss Czech Republic a od roku 2019 také Mister Czech Republic.

## Život
Narodila se v Belce v Oděské oblasti na Ukrajině. Oba její rodiče jsou Ukrajinci. Do Čech přijela v 9 letech pouze se svou matkou. Základní vzdělání absolvovala na základní škole Buzulucká v Teplicích, která je matematicky a přírodovědně zaměřená. Po základní škole byla na gymnáziu v Teplicích, ale v průběhu studia přestoupila na gymnázium v Dubí, kde maturovala v roce 2010. Od roku 2010 studovala na Metropolitní univerzitě Praha obor Mezinárodní vztahy a evropská studia. Ovládá anglický, německý, ruský a španělský jazyk. Žije v Praze. V roce 2015 získala titul Mgr. Studuje doktorské studium. Od května roku 2020 se jejím přítelem stal Martin Pánek, podnikající v gastronomickém odvětví. Je spolumajitelem akciové společnosti Vyšehrad 2000. Od srpna 2023 jsou manželé.

## Profesní kariéra
Taťána Makarenko byla účastnicí soutěží krásy. V roce 2010 založila Spolek Miss Face, z.s. a soutěž krásy Miss Face Czech Republic, kterou v roce 2018 přejmenovala na MISS CZECH REPUBLIC a spolek Miss Face, z.s. se změnil na MISS CZECH REPUBLIC-Krásné tváře pomáhají, z.s. Veřejná sbírka soutěže pomáhá České neonatologické společnosti. V roce 2019 také založila Mister Czech Republic s licencí na Mr.World, která spadá pod Miss World. Je jednatelka Miss Factory s.r.o., studentka doktorského studia v oboru mezinárodní vztahy a evropská studia. Byla také výkonnou ředitelkou Komory dražebníků ČR a má licenci u ČNB (PPZ a VZ).[zdroj?]

## Soutěže krásy
- Miss Severních Čech 2008 – 2. místo
- Dívka Šumavy 2008 – finalistka[8]
- Miss Jihlava Open 2009 – finalistka
- Top Model 2009 – finalistka
- Miss Praha Open 2009 – finalistka[9]
- iMiss Párty Planet 2009 – 1. místo
- Miss Poupě 2010 – 1. místo
- Miss Eurovision of the World 2013 (Istanbul, Turecko) – TOP 6 , 6. místo[10]
- World Miss University 2014 (Soul, Jižní Korea) – TOP 6, 5. místo[11]
- Miss Grand International 2015 (Bangkok, Thajsko) – TOP 20, 11. místo
- Miss Supranational 2015 (Varšava, Polsko) – TOP 20, Miss Photogenic, 12. místo